# Tisíce planoucích sluncí
Tisíce planoucích sluncí (z anglického originálu A Thousand splendid suns) je román amerického spisovatele afghánského původu Khaleda Hosseiniho odehrávající se v Afghánistánu. Vyšel v roce 2007. V češtině kniha vyšla v roce 2008 v překladu Ladislava Šenkyříka.

## Děj
Příběh se odehrává v Afghánistánu, začíná ve městě Herát. Hlavní hrdinka Marjam je nemanželské dítě Džalíla, stará se o ni její matka Nana. Její otec Džalíl (majitel kina, má tři manželky a devět dětí) má Marjam velmi rád a často ji navštěvuje, ale Džalílova rodina ji nenávidí, proto ji krátce po smrti matky provdají za pětačtyřicetiletého Rašída, majitele obuvnického obchodu. Manželství je velmi nešťastné, Rašíd touží po synovi, Marjam však ne a ne otěhotnět, případně dítko nedonosí a potratí. Rašíd jí to klade za vinu, nemluví s ní, tyranizuje ji, občas ji i bije. V druhé dějové linii se setkáváme s devítiletou Lajlou, dcerou Marjaminy známé Faríby, která tráví spoustu času se svým kamarádem Tárikem. Později se do sebe zamilují. V roce 1978 Sovětský svaz bombarduje Afghánistán, ve vzniklé anarchii se dostává k moci Tálibán se svým programem džihád, vláda absolutní totality a teroru. Lajla přichází o rodinu, všichni zahynuli při bombardování. Rašíd jí nabízí střechu nad hlavou, krátce na to ji pojímá za manželku, Lajla souhlasí, protože čeká Tárikovo dítě. S Marjam se nejprve nemají v lásce, ale poté co se Lajla Marjam zastane a Rašíd ji díky Lajle nezbije, se z nich stávají velké přítelkyně. Lajle se narodí dcera Azíza (Opatrovaná), Rašíd je podezřívavý, tuší, že nejde o jeho dítě. Lajla chce od Rašída utéct a najít Tárika, ale od Abdula, který s ním prý ležel v nemocnici, se dozvídá, že už nežije (až mnohem později zjišťuje, že šlo o Rašídovu práci, aby ji od Tárika odloučil). Lajle se narodí syn Zalmaj, kterého si Rašíd okamžitě zamiluje. Lajla potkává Tárika, který byl sedm let vězněn, poté emigroval do Pákistánu, kde žije v horách Pír Paňdžal. Chce spolu s Marjam a dětmi utéct od Rašída za Tárikem, útěk se jim ale nezdaří a obě stihne přísný Rašídův trest. Při požáru Rašídovi vyhoří jeho obchod, rodina se ocitá na mizině, hladoví, prodávají věci, později i Azízu umístí do sirotčince. Rašíd bývá víc a víc podrážděný a vztek si vybíjí na svých manželkách, v jednom z jeho amoků ho Marjam zabije lopatou a tak zachrání Lajle život. Lajla i s dětmi odchází za Tárikem, Marjam s nimi jít nechce, aby kvůli ní neměli všichni problémy se zákonem. Marjam se jde sama přiznat, co provedla; je krátce vězněna a pak popravena. Lajla se provdá za Tárika. Ke konci příběhu George W. Bush vyhlašuje válku proti Tálibánu kvůli útokům na World Trade Center v New Yorku. Lalja se setkává s Hamzou, synem mully Fajzulláha, jež byl muslimským duchovním Nany a Marjam, které pravidelně navštěvoval v době, kdy obě žily v kolbě (domě) poblíž Herátu. Hamza předá Lajle starou kovovou krabičku, kterou Džalíl, než zemřel, předal mullovi Fajzulláhovi pro Marjam. V krabičce jsou peníze, videokazeta s Pinocchiem a dopis. Lajla využije peníze na opravu sirotčince, který byl přechodným domovem její dcery Azízy. Změnou režimu je ženám opět povoleno vycházet z domu bez mužského doprovodu a pracovat. Lajla se zapojuje do obrody Afghánistánu jako učitelka v sirotčinci.